# Adolph Northen
Adolph Northen, auch Adolf Northen, Adolf Northern oder Adolph Northern (* 6. November 1828 in Münden im Königreich Hannover; † 28. Mai 1876 in Düsseldorf), war ein deutscher Historien- und Genremaler der Düsseldorfer Schule.

## Leben
Von 1847 bis 1851 studierte Northen an der Kunstakademie Düsseldorf Malerei, nachdem er einige Zeit die Polytechnische Schule in Hannover besucht hatte, um nach dem Wunsch seines Vaters, eines Rentmeisters in Hannoversch Münden, Architekt zu werden. An der Düsseldorfer Akademie waren Karl Ferdinand Sohn, Rudolf Wiegmann und Theodor Hildebrandt seine Lehrer.  Mit einem eigenen Atelier ließ er sich dauerhaft in Düsseldorf nieder, wo er als Gründungsmitglied dem Künstlerverein Malkasten angehörte, und profilierte sich insbesondere als Schlachtenmaler, wobei er sich dadurch auszeichnete, dass er den Krieg in seiner Brutalität wiedergab. Zu seinen Kunden zählte König Ernst August I. von Hannover. Ein ihm vom hannoverschen Hof angebotenes Stipendium zu einem Studium in Paris bei Horace Vernet schlug er aus. Als Kriegsmaler nahm er an dem Deutschen Krieg und Deutsch-Französischen Krieg teil.

## Werke (Auswahl)

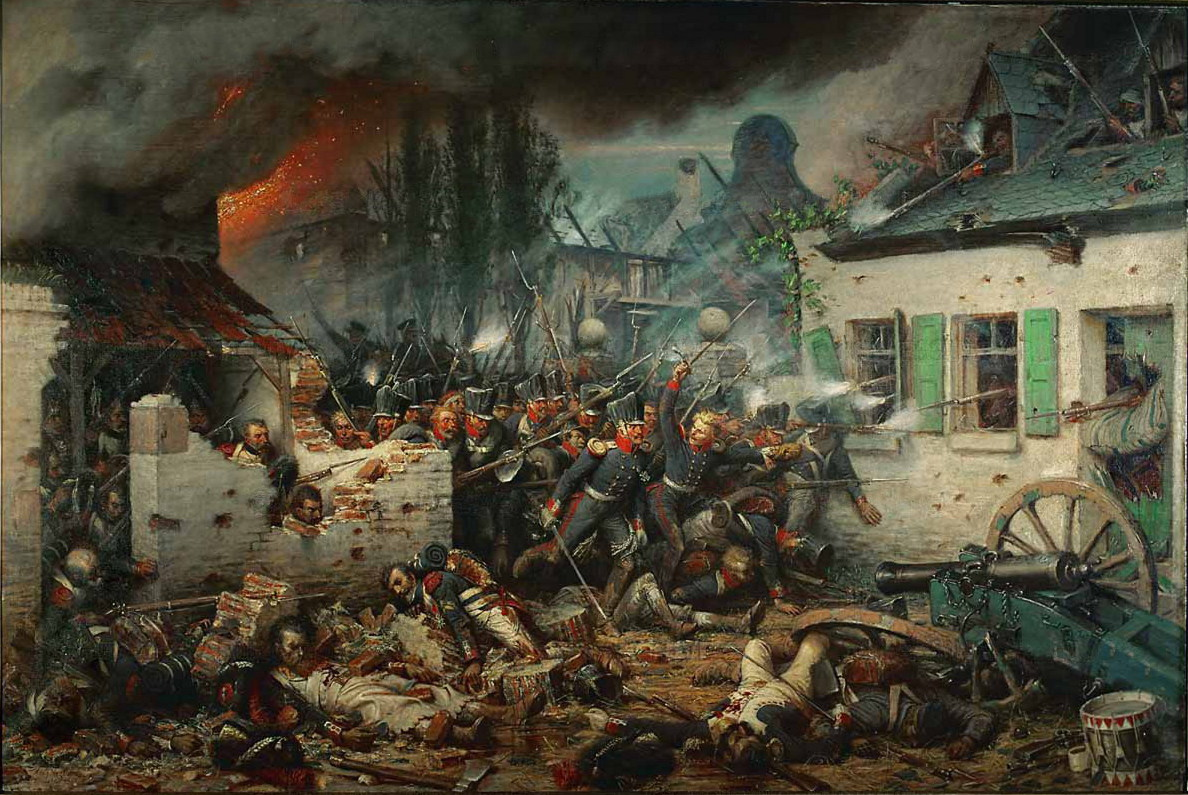
Die Preußen erstürmen Plancenoit, 1863
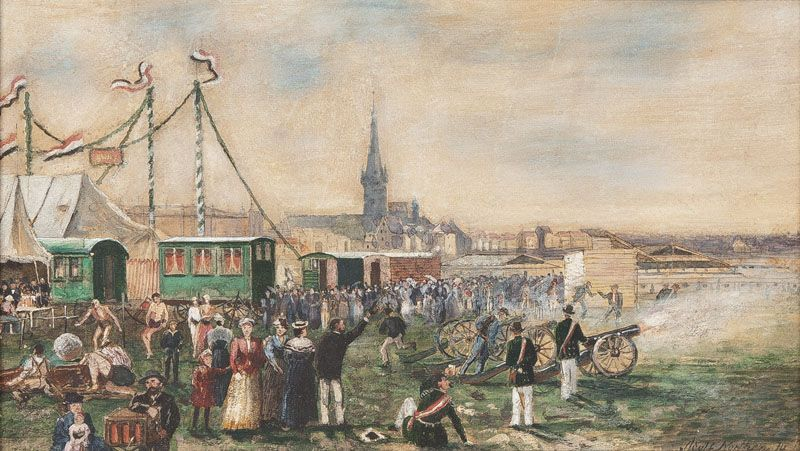
Kirmes in Düsseldorf, Aquarell, 1874
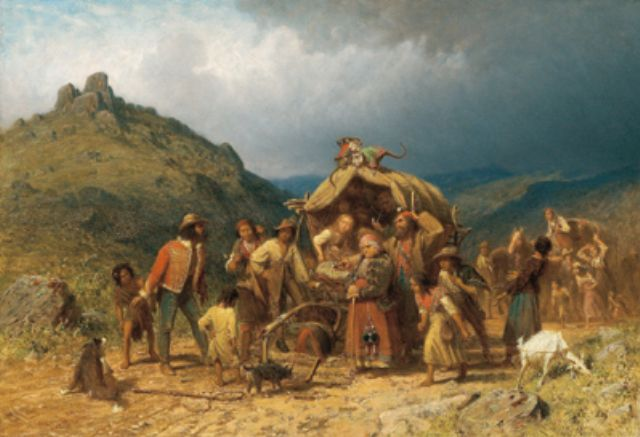
Zigeunerkarawane
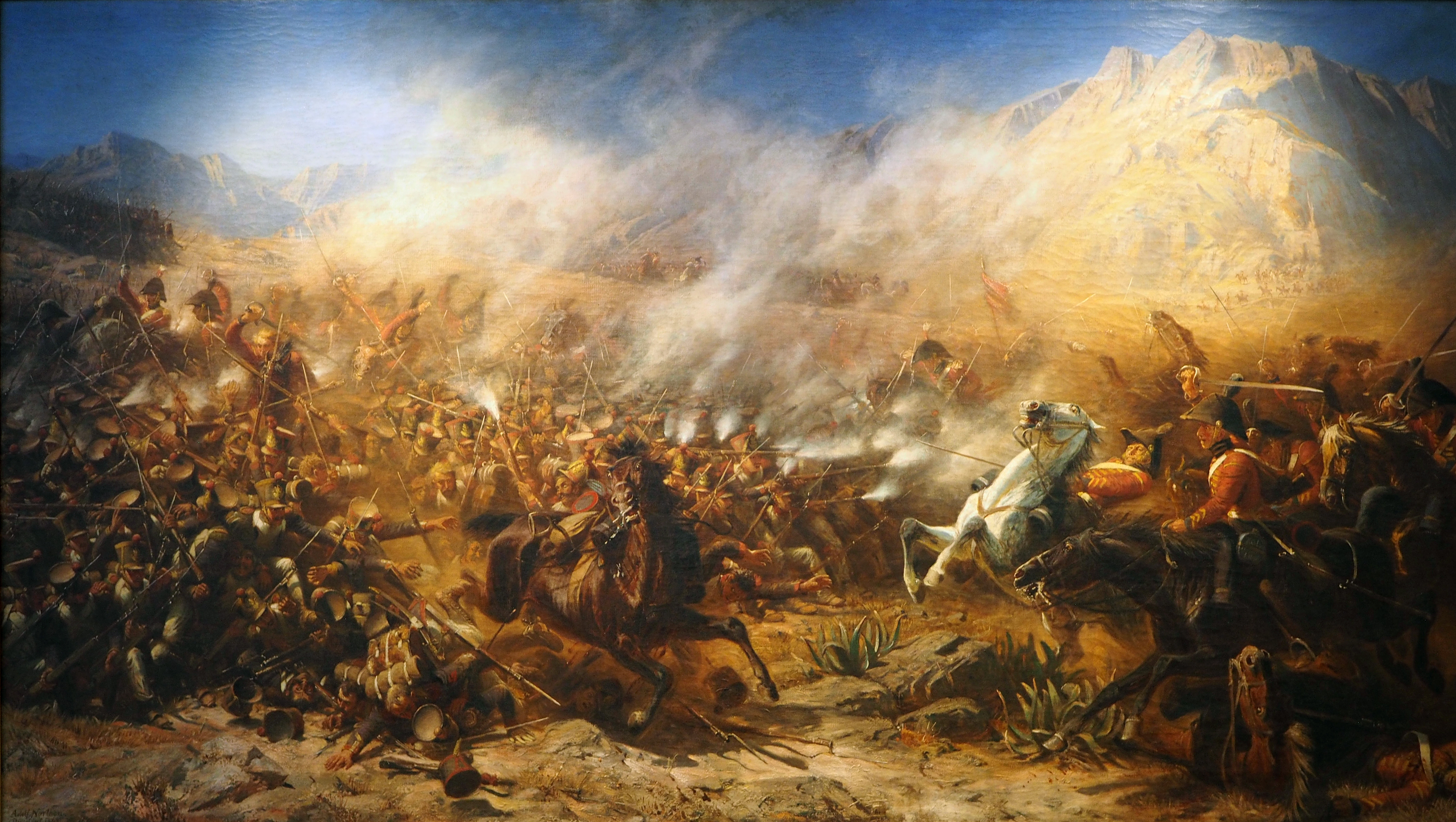
Gefecht von García Hernández
Napoleons Rückzug aus Russland